# St. Nikolaus (Untermagerbein)

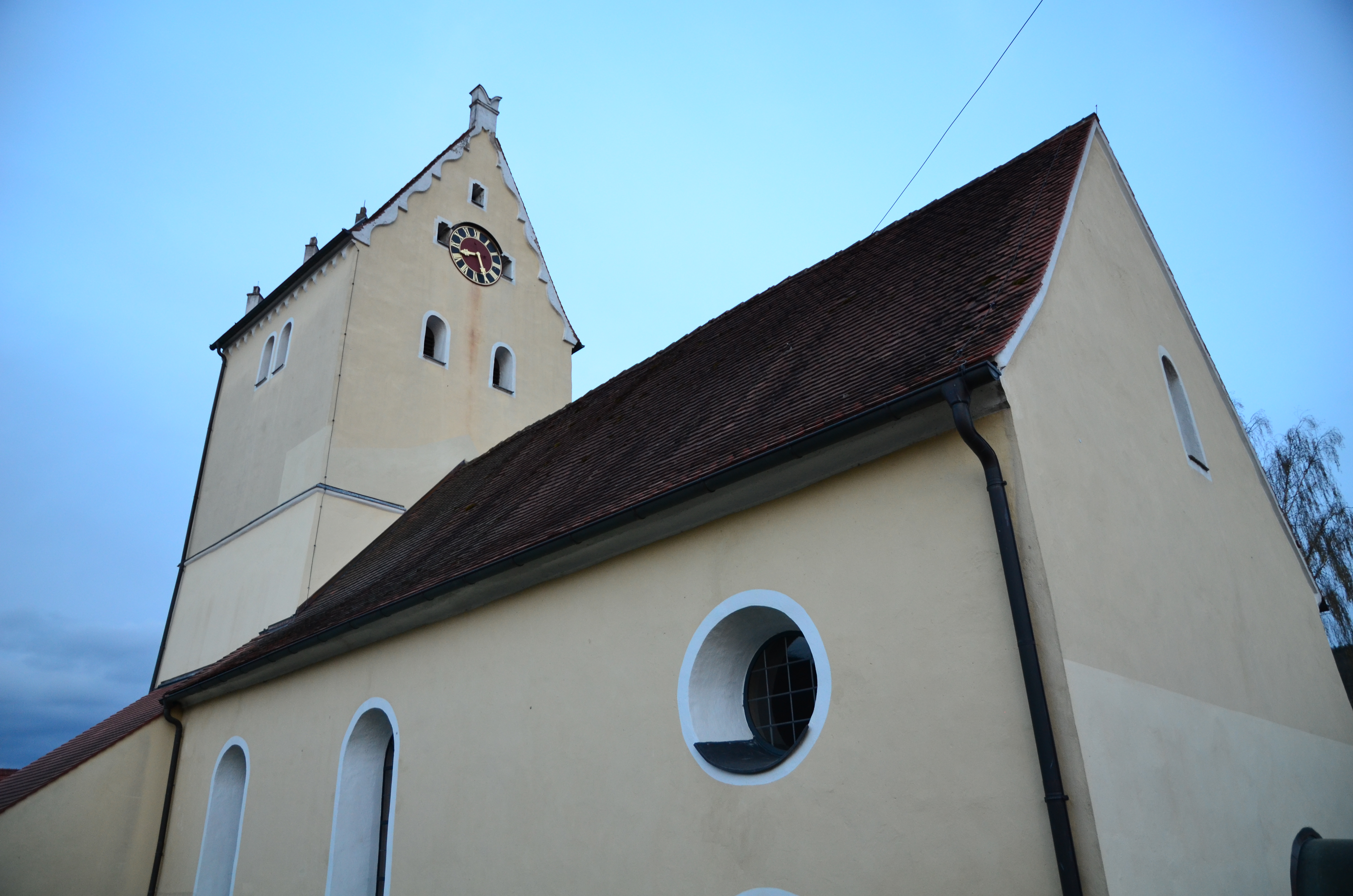
Kirche St. Nikolaus in Untermagerbein

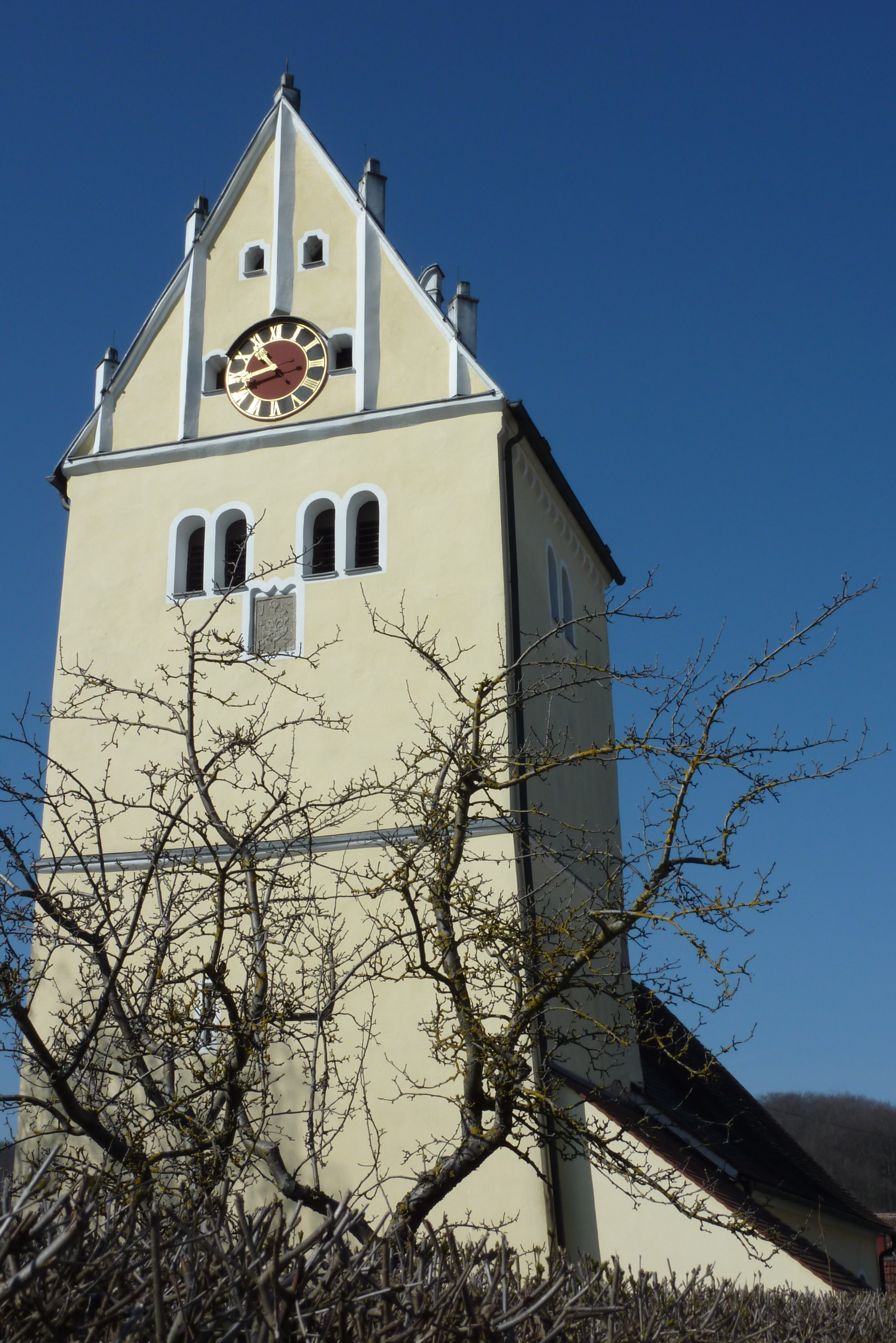
Turm

Die evangelische Pfarrkirche St. Nikolaus in Untermagerbein, einem Ortsteil der Gemeinde Mönchsdeggingen im schwäbischen Landkreis Donau-Ries in Bayern, wurde bereits im Mittelalter errichtet. Die Kirche im ummauerten Friedhof, am Südrand des Dorfes, ist ein geschütztes Baudenkmal.

## Geschichte
Die erste Erwähnung einer Kirche in Untermagerbein ist für 1355 überliefert. Das Patronatsrecht lag ursprünglich beim Hause Oettingen und kam um 1366 an das Kloster Mönchsdeggingen. Der Turmunterbau stammt aus der ersten Hälfte des 14. Jahrhunderts. Im Langhaus sind die beiden östlichen Fenster aus der Zeit um 1400 erhalten. Der Turmaufbau aus der zweiten Hälfte des 16. Jahrhunderts weist die Jahreszahl 1587 im Wappen an der Ostseite auf. 1732 wurde das Langhaus um eine Achse verlängert und hier die Empore eingebaut.

## Architektur
Der Chor im Untergeschoss des Turmes besitzt ein Kreuzgratgewölbe. Ein spitzer Chorbogen trennt den Chor vom flach gedeckten Langhaus. Die Fenster sind rundbogig, sie wurden beim Umbau im 18. Jahrhundert erneuert. Im Westen befindet sich das korbbogige Portal.
Der quadratische Turm, von einem Satteldach gedeckt, besitzt vier Geschosse und ein Gurtgesims in der Mitte. Im unteren Bereich sind noch Schießscharten zu sehen. Über dem südlichen und nördlichen Rundbogenfries befinden sich gekuppelte, rundbogige Schallöffnungen.